# Âu Cơ (phường)
Âu Cơ là một phường thuộc thị xã Phú Thọ, tỉnh Phú Thọ, Việt Nam.
Phường Âu Cơ là phường nằm ở trung tâm của thị xã Phú Thọ được thành lập theo Quyết định số 64/QĐ - UB, ngày 27/2/1981 UBND Tỉnh Vĩnh Phú trên cơ sở sáp nhập từ 2 tiểu khu hành chính là Trần Phú và Lê Đồng. Khi mới thành lập, phường Âu Cơ có 6 phố, với 24 tổ nhân dân, toàn phường có 866 hộ gia đình với 3.433 nhân khẩu.
Phường Âu Cơ có diện tích 1,21 km², dân số năm 1999 là 7.925 người, mật độ dân số đạt 6.550 người/km².